# Skolem–Noether-tétel
A Skolem–Noether-tétel az algebra, azon belül a gyűrűelmélet egy tétele. A tétel szerint egy egységelemes egyszerű gyűrűn, ami véges dimenziós a centruma felett, minden olyan automorfizmus, ami a gyűrű centrumán az identitás, belső automorfizmus.
A tételt először Thoralf Skolem norvég matematikus bizonyította be. A tétel róla és Emmy Noetherről van elnevezve.

## Terminológia
Ebben a cikkben a gyűrű szó egységelemes, nem feltétlenül kommutatív gyűrűt jelent. Egy gyűrű egyszerű, ha nincs önmagán és a nullán kívüli kétoldali ideálja. Egy {\displaystyle R} gyűrű automorfizmusa egy {\displaystyle f:R\to R} bijektív homomorfizmus. Egy automorfizmus belső, ha kifejezhető egy invertálható elemmel való konjugációként, azaz létezik olyan {\displaystyle x\in R^{\times }} egység, hogy {\displaystyle f(r)=xrx^{-1}} teljesül minden {\displaystyle r\in R} gyűrűelemre. Egy {\displaystyle R} gyűrű {\displaystyle Z(R)} centruma azon elemek részgyűrűje, amik minden gyűrűelemmel kommutálnak. Egy egyszerű gyűrű centruma szükségszerűen test.

## Állítás
A definícióból egyenesen következik, hogy egy gyűrű bármeny belső automorfizmusa az identitás a centrumon. A Skolem–Noether-tétel ennek az állításnak a megfordítása. A szakirodalom nem egységes abban, hogy a következő állítások melyikét nevezi Skolem–Noether-tételnek.

### Skolem–Noether-tétel egyszerű gyűrűkre
Legyenek A és B egyszerű gyűrűk. Tegyük fel, hogy A centruma a B centrumának egy testbővítése, és hogy A véges dimenziós B centruma felett: {\displaystyle Z(B)\subseteq Z(A)}, {\displaystyle \dim _{Z(B)}A<\infty }. 
Ekkor bármely két {\displaystyle f,g:A\rightrightarrows B} {\displaystyle Z(B)}-algebrahomomorfizmushoz létezik egy {\displaystyle b\in B^{\times }} egység, hogy 
{\displaystyle \forall a\in A:f(a)=bg(a)b^{-1}}.

### Következmény: minden automorfizmus belső
Legyen A egy egyszerű gyűrű, ami véges dimenziós a centruma felett, azaz {\displaystyle \dim _{Z(A)}A<\infty }. Ekkor A minden {\displaystyle Z(A)}-algebrahomomorfizmusa belső automorfizmus, azaz minden {\displaystyle f:A\xrightarrow {\sim } A} automorfizmushoz létezik olyan {\displaystyle x\in A^{\times }}, hogy 
{\displaystyle \forall a\in A:f(a)=xax^{-1}}.
Az f automorfizmus nem határozza meg az x elemet egyértelműen: valóban, ha x-re teljesül a fenti tulajdonság, akkor minden zx-re is, ahol {\displaystyle z\in Z(A)}.

### Következmény: egyszerű gyűrű egyszerű részgyűrűjei közötti izomorfizmus belső
Legyen A egy egyszerű gyűrű, ami véges dimenziós a centruma felett, azaz {\displaystyle \dim _{Z(A)}A<\infty }. Legyenek B illetve B' egyszerű részgyűrűk A-ban úgy, hogy létezik egy {\displaystyle f:B\xrightarrow {\sim } B'} {\displaystyle Z(A)}-algebrahomomorfizmus, és {\displaystyle Z(B)=Z(B')}. Ekkor f belső automorfizmus.
Ez az állítás a átfogalmazható a következőképpen: ha A egyszerű gyűrű, véges dimenziós a centruma felett, és {\displaystyle f:B\xrightarrow {\sim } B'} egy {\displaystyle Z(A)}-algebrahomomorfizmus, akkor f kiterjeszthető A egy belső automorfizmusává.

## Alkalmazások
A Skolem–Noether-tételből Hilbert 90. tételét használva következik, hogy ha D egy prím indexű ferdetest, akkor az {\displaystyle \mathrm {nr} _{D/Z(D)}:\mathrm {K} _{1}(D)\to Z(D)^{\times }} redukáltnorma-leképezés injektív, azaz az {\displaystyle \mathrm {SK} _{1}(D)=\ker(\mathrm {nr} _{D/Z(D)})} redukált Whitehead-csoport triviális.